# Serra de les Cabeçades
La Serra de les Cabeçades és una serra del terme municipal de la Torre de Cabdella, al límit amb el de Sarroca de Bellera (antic terme de Benés, de l'Alta Ribagorça) a la comarca del Pallars Jussà.
És la serra que constitueix el límit nord-est del municipi de Sarroca de Bellera, al nord del Pic de Filià.